# Lista över avsnitt av Gilmore Girls
Detta är en lista över avsnitt av Gilmore Girls, som ursprungligen sändes i The WB mellan 5 oktober 2000 och 15 maj 2007.

## Avsnitt listade i kronologisk ordning
Nedan listas avsnitt ur tv-serien Gilmore Girls.

### Säsong 1 (2000-2001)
1. Pilot
2. The Lorelais' First Day at Chilton
3. Kill Me Now
4. The Deer-Hunters
5. Cinnamon's Wake
6. Rory's Birthday Parties
7. Kiss and Tell
8. Love and War and Snow
9. Rory's Dance
10. Forgiveness and Stuff
11. Paris is Burning
12. Double Date
13. Concert Interruptus
14. That Damn Donna Reed
15. Christopher Returns
16. Star-Crossed Lovers and Other Strangers
17. The Breakup, Part 2
18. The Third Lorelai
19. Emily in Wonderland
20. P.S. I Lo...
21. Love, Daisies, and Troubadours

### Säsong 2 (2001-2002)
1. Sadie, Sadie...
2. Hammers and Veils
3. Red Light on the Wedding Night
4. Road Trip to Harvard
5. Nick & Nora/Sid & Nancy
6. Presenting Lorelai Gilmore
7. Like Mother, Like Daughter
8. The Ins & Outs of Inns
9. Run Away, Little Boy
10. The Bracebridge Dinner
11. Secrets and Loans
12. Richard in Stars Hollow
13. A-Tisket, A-Tasket
14. It Should've Been Lorelai
15. Lost and Found
16. There's The Rub
17. Dead Uncles and Vegetables
18. Back in the Saddle Again
19. Teach Me Tonight
20. Help Wanted
21. Lorelai's Graduation Day
22. I Can't Get Started

### Säsong 3 (2002-2003)
1. Those Lazy-Hazy-Crazy Days
2. Haunted Leg
3. Application Anxiety
4. One's Got Class and the Other One Dyes
5. Eight O'Clock at the Oasis
6. Take the Deviled Eggs...
7. They Shoot Gilmores, Don't They?
8. Let the Games Begin
9. A Deep Fried Korean Thanksgiving
10. That'll Do Pig
11. I Solemnly Swear
12. Lorelai Out of Water
13. Dear Emily and Richard
14. Swan Song
15. Face-Off
16. The Big One
17. A Tale of Poes and Fire
18. Happy Birthday, Baby
19. Keg! Max!
20. Say Goodnight, Gracie
21. Here Comes the Son
22. Those are Strings, Pinocchio

### Säsong 4 (2003-2004)
1. Ballroom & Biscotti
2. The Lorelais' First Day at Yale
3. The Hobbit, The Sofa and Digger Stiles
4. Chicken or Beef
5. The Fundamental Things Apply
6. An Affair to Remember
7. The Festival of Living Art (aka Love Me or Louvre Me)
8. Die, Jerk
9. Ted Koppel's Big Night Out
10. The Nanny and the Professor
11. In the Clamor and the Clangor
12. A Family Matter
13. Nag Hammadi Is Where They Found the Gnostic Gospels
14. The Incredible Shrinking Lorelais
15. Scene in a Mall
16. The Reigning Lorelai
17. Girls in Bikinis, Boys Doin' The Twist (aka Gilmore Girls Gone Wild)
18. Tick, Tick, Tick, Boom!
19. Afterboom
20. Luke Can See Her Face
21. Last Week Fights, This Week Tights
22. Raincoats and Recipes

### Säsong 5 (2004-2005)
1. Say Goodbye to Daisy Miller
2. A Messenger, Nothing More
3. Written in the Stars
4. Tippecanoe and Taylor, Too
5. We Got Us a Pippi Virgin
6. Norman Mailer, I'm Pregnant!
7. You Jump, I Jump, Jack
8. The Party's Over
9. Emily Says Hello
10. But Not as Cute as Pushkin
11. Women Of Questionable Morals
12. Come Home
13. Wedding Bell Blues
14. Say Something
15. Jews and Chinese Food
16. So... Good Talk
17. Pulp Friction
18. To Live and Let Diorama
19. But I'm a Gilmore
20. How Many Kropogs to Cape Cod?
21. Blame Booze and Melville
22. A House Is Not A Home

### Säsong 6 (2005-2006)
1. New and Improved Lorelai

Rory ställs inför rätta efter att ha stulit en yacht och döms till 300 timmar samhällstjänst. Luke köper en förlovningsring till Lorelai.
1. Fight Face

Rory råkar i slagsmål under sin samhällstjänst. Luke och Lorelai bestämmer sig för att bygga ut Lorelais hus istället för att köpa ett nytt. Lorelai köper en hund och döper honom till Paul Anka. Logan ger Rory en väldigt dyr present.
1. The UnGraduate
2. Always a Godmother, Never a God
3. We've Got Magic to Do
4. Welcome to the Doll House
5. Twenty-One is the Loneliest Number
6. Let Me Hear Your Balalaikas Ringing Out
7. The Prodigal Daughter Returns

Rory bestämmer sig för att återvända till Yale, och hon och Lorelai återförenas. Luke får veta att han har en dotter.
1. He's Slippin' 'Em Bread... Dig?

Christopher erbjuder sig att dela ett arv med Lorelai och Rory, så Rory ber honom att betala för Yale. Brian skriver en sång kallad "Lane", vilket stör Zach.
1. The Perfect Dress

Lorelai och Sookie lyckas planera Lorelai och Lukes bröllop på bara en dag.
1. Just Like Gwen and Gavin

Lorelai får reda på att Luke har en dotter, men inte från Luke själv.
1. Friday Night's Alright for Fighting

1. You've Been Gilmored

Luke följer med Lorelai på fredagsmiddag.
1. A Vineyard Valentine

Luke och Lorelai följer med Logan och Rory till Marthas Vineyard under Alla hjärtans dag-helgen.
1. Bridesmaids Revisited
2. I'm Ok, You're Ok
3. The Real Paul Anka
4. I Get A Sidekick Out of You
5. Super Cool Party People
6. Driving Miss Gilmore

Logan kommer hem från sjukhuset och Paris och Doyle tar hand om honom. Emily genomgår en laseroperation på ögonen och ber Lorelai köra runt henne medan ögonen läker. Lorelai får veta att Emily och Richard hade tänkt köpa ett nytt hus till henne och Luke.
1. Partings

Lorelai bestämmer sig för att ge Luke ett ultimatum gällande deras förhållande efter att hon träffat en psykolog (i baksätet på hennes bil). Det går inte som hon vill, och slutar med att hon träffar Christopher. Rory ordnar en stor avskedsfest för Logan och han åker till London.

### Säsong 7 (2006-2007)
1. The Long Morrow
2. That's What You Get, Folks, For Makin'Whoopee
3. Lorelai's First Cotillion
4. 'S Wonderful, 'S Marvelous
5. The Great Stink
6. Go, Bulldogs!
7. French Twist
8. Introducing Lorelai Planetarium
9. Knit, People, Knit!
10. Merry Fisticuffs
11. Santa's Secret Stuff
12. To Whom It May Concern
13. I'd Rather Be in Philadelphia
14. Farewell, My Pet
15. I'm a Kayak, Hear Me Roar
16. Will You Be My Lorelai Gilmore?
17. Gilmore Girls Only
18. Hay Bale Maze
19. It's Just Like Riding a Bike
20. Lorelai? Lorelai?
21. Unto the Breach
22. Bon Voyage (Sista avsnittet i hela serien)

### Fotnoter
1. ↑  ”Gilmore Girls” (på engelska). TV.Com. Arkiverad från originalet den 18 januari 2017. https://web.archive.org/web/20170118063445/http://www.tv.com/shows/gilmore-girls/. Läst 25 januari 2017.